# Манфред Вінклер
Манфред Вінклер (івр. מנפרד וינקלר; 27 жовтня 1922, Путила, Буковина, Румунія — 12 липня 2014, Цур Гадаса, Ізраїль) — ізраїльський поет, перекладач, скульптор, єврей румунського походження, який писав німецькою мовою та івритом. Крім того, він перекладав твори української, німецької та румунської літератури на іврит.

## Біографія

### Дитинство та юність
Манфред Вінклер народився 27 жовтня 1922 року в селі Путила (з 1961 року — селище міського типу в Україні), розташованому на півночі Буковини, приблизно за 75 км на південний захід від Чернівців. Більшість населення села становили українці. На той час цей район належав Румунії, після тривалого періоду правління Австрії. Вінклер виріс у заможній єврейській родині, якій належали ліси та землі. Удома спілкувалися німецькою. Його батько, Еміліан Бертольд Вінклер (івр. אמיליאן ברטהולד וינקלר), випускник Віденського університету, був юристом. Матір, Йоганна (івр. יוהנה), походила з родини Вільдегольц (івр. וילדהולץ) із міста Броди на Галичині. Її дідусь, Йосиф Вільдегольц, викладав німецьку літературу у німецькій гімназії у Бродах, серед його учнів був Дов Садан. Вінклери тимчасово проживали в Чернівцях з 1930 по 1932 роки, а потім повернулися до села Путила. 1936 року, після навчання в сільській початковій школі, батьки відправили Манфреда до родичів у Чернівці, щоб хлопець навчався у румунській середній школі. З 13—14 років Манфред зацікавився німецькою поезією. Політично, як і його старший брат Ґергард (івр. גרהרד), він схилявся до комуністичної ідеології.
Вночі 13 червня 1940 року, коли Північна Буковина була приєднана до Радянського Союзу, радянська влада арештувала його батьків і брата Ґергарда, колишнього комуністичного активіста й лікаря, керівника лікарні в селі Путила, разом із дружиною Шошею. Матір і невістку відправили до табору в Казахстані, а брата за звинуваченням у «троцькізмі» відправили до ГУЛАГу на північ Росії. Ніхто з них не вижив. Батько покінчив з собою у віці 50 років. Манфред врятувався, оскільки він тоді перебував зі своїми родичами у Чернівцях. Влітку 1941 року він закінчив школу, того ж року, після чергового завоювання Чернівців Румунією в союзі з нацистами, Вінклера депортували як єврея до Придністров'я, де загинула значна частина євреїв Буковини та Бесарабії. На щастя, він вижив і в 1944 році повернувся до Чернівців, які знову захопила радянська армія. Після Другої світової війни, як і багато тих, хто пережив Голокост на Буковині, він вважав за краще не залишатися в сталінському Радянському Союзі, а як громадянин Румунії переїхати до Румунії.

### Поет німецькою мовою в комуністичній Румунії
Однак Румунія теж незабаром стала комуністичною державою. З 1946 року Вінклер жив у Тімішоарі, містечку в районі Банату, з німецькою культурною традицією, а також великою єврейською громадою, яка майже повністю вижила. Саме до цього міста протягом багатьох років сходилися біженці з тих частин Румунії, які були приєднані до Радянського Союзу. Вінклер, який не мав єврейської освіти, приєднався до молодіжного сіоністського руху «Га-Бонім Дрор» (івр. הבונים דרור, укр. Будівники свободи), а в 1948 році — до сільськогосподарської підготовки з наміром іммігрувати до Палестини. Врешті-решт він був змушений залишитися в Румунії, де в 1949 році сіоністський рух був заборонений комуністами. Він трохи навчався на німецькому факультеті, який був створений, але незабаром закрився; працював фабричним робітником і фахівцем із оцінки якості на металургійному заводі; й одночасно писав вірші німецькою мовою. Під час діяльності у сіоністському русі Вінклер познайомився із Гермою Левін (івр. הרמה לוין) з Чернівців, своєю майбутньою дружиною.
1956 року Вінклеру вдалося опублікувати свою першу книгу поезій німецькою «Tief pflügt das Leben» (укр. Життя оре глибоко) у Румунії. Він також заробляв на життя тим, що писав дитячі вірші (Kunterbunte Verse, ‏1957) та оповідання в римі (Fritzchens Abenteuer, 1958)‏ для німецьких програм для радіостанції в Тімішоарі. У цей час Вінклер став членом німецького відділу Румунської асоціації письменників.
1956 року на зустрічі письменників у Бухаресті Вінклер познайомився з німецько-румунським письменником Гансом Берґелем (1925 р.н.), з трансільванських саксів. З початком переслідування німців після Другої світової війни румунська влада ув'язнила його в 1959 році на шість років, а тоді він емігрував до Німеччини. Їхня дружба була відновлена через 40 років, у 1994 році, а листування було опубліковано ними 2011 року. Два письменники обмінялися візитами і спільно восени 1999 року відвідали Йорданію. Берґель писав післямови для книг Вінклера, виданих у Німеччині, включаючи його останню книгу, опубліковану в Німеччині 2014 року «Де Всесвіт повинен починатися» (івр. היכן שהיקום צריך להתחיל).

### Двомовний поет в Ізраїлі
1959 року Манфред іммігрував до Ізраїлю, не знаючи жодної літери івриту, і вчив мову у кібуці Бейт-Альфа, а потім в ульпані Еціон (івр. אולפן עציון). Знання івриту дозволило йому поступити на факультет івритомовної літератури та їдишу Єврейського університету, де він вчився протягом 1959—1963 років. Ще на першому курсі в Єрусалимі він також почав писати вірші івритом, публікувати їх у газеті іммігрантів та в студентській газеті. У перші роки Вінклера підтримували професор Дов Садан, дослідник Езра Флайшер (івр. עזרא פליישר) та інші.
В Ізраїлі Вінклер ввійшов до об'єднання німецькомовної єврейської інтелігенції «Лізіс» (івр. ליזיס). Пізніше він працював архівістом і керував архівом сіоністського лідера Теодора Герцля в межах Центрального сіоністського архіву в Єрусалимі. Він брав участь у виданні повного зібрання творів Герцля з 1964 по 1981 рік.
Вінклер оселився в селищі Цур Гадаса біля Єрусалиму, а з 1981 року був незалежним письменником, перекладачем і скульптором. 1994 року його дочка загинула в ДТП.
Манфред Вінклер був членом Асоціації письменників на івриті, Асоціації письменників німецькомовних письменників в Ізраїлі (створеної в 1975 році) та ПЕН-центру німецькомовних авторів за межами німецькомовних країн.
2008 року інтерв'ю Вінклера було використано в документальному фільмі «Звук слів» (нім. Der Klang der Wörter), присвяченому єврейським письменникам, які пишуть німецькою, що іммігрували в Ізраїль і живуть там.
Манфред Вінклер помер 12 липня 2014 року.

## Нагороди та відзнаки
- 1962 — Перша премія за поезію на івриті в національному конкурсі Міністерства освіти[13]
- 1964 — премія Ламдана
- 2000 — премія за івритомовну літературну роботу імені прем'єр-міністра Ізраїлю Ешколя

## Відзначення пам'яті
- 2015 — премія його імені за поезію вперше присуджена Радою повітів Сучава та Культурним центром Буковини в Румунії, з нагоди фестивалю поезії в рамках європейського фестивалю «Нація творців». Лауреаткою премії стала ізраїльська поетеса Авіва Ґолан (івр. אביבה גולן).

## Творчість

### Німецькою
- Tief pflügt das Leben (1956, Бухарест)
- Fritzchens Abenteuer (1958, Бухарест)
- Kunterbunte Verse (1958, Бухарест)
- Unruhe (1997, Мюнхен)
- Im Schatten des Skorpions (2006, Аахен)
- Im Lichte der langen Nacht (2008, Аахен)
- Wir setzen das Gespräch fort … Briefwechsel eines Juden aus der Bukowina mit einem Deutschen aus Siebenbürgen («Продовження дискурсу — листування між євреєм із Буковини та німцем із Трансільванії») ISBN 978-3-86596-381-9 (разом з Гансом Берґелем, вступ та редакція Ренате Віндіш-Мідендорф, 2012, Берлін)
- Wo das All beginnen soll: ausgewählte Gedichte, ISBN 978-3-86813-017-1 (з післямовою Ганса Берґеля, 2014, Берлін)

### На івриті
Вінклер випустив 4 книжки поезії на івриті:
- «Шірім» (івр. שירים, укр. Вірші) (1965, Екед, Тель-Авів)
- «Бейн ацбеот га-ір: шірім» (івр. בין אצבעות העיר: שירים, укр. Між пальцями міста: вірші) (1970, Екед, Тель-Авів)
- «Афар бе-імут: шірім» (івр. עפר בעימות: שירים, укр. Порох у конфлікті) (1979, Сіфріят поалім, Тель-Авів)
- «Цель га-акрав: шірім» (івр. צל העקרב: שירים, укр. Тінь скорпіона: вірші) (1988, Сіфріят поалім, Тель-Авів)

1977 року він видав іврито-німецький розмовник. 2000 року вийшла збірка вибраних віршів «Сфіра ле-ахор: мівхар шірім» (івр. ספירה לאחור: מבחר שירים, укр. Зворотний відлік: вибрані вірші) за період 1960—2000 роки (Кармель, Єрусалим).
2005 року декілька його віршів було опубліковано у двомовній антології творів румунських та ізраїльських поетів — Națiunea Poeților (укр. Батьківщина поета), опублікованій у Сучаві, столиці Південної Буковини з ілюстраціями Міхая Панзару-Піма (рум. Mihai Pânzaru-Pim).
Вірші Вінклера на івриті перекладені англійською, німецькою, румунською та іншими мовами. Українською його вірші перекладав Мойсей Фішбейн, зокрема «Звуки на тему Пауля Целана», «Омана», «Ти падеш на її лице».

## Перекладацька діяльність

### З німецької на іврит
- 1976 — Die Blutsäule (укр. Кривавий стовп) (1976, роман про Голокост, авторство Сома Морґенштерн)
- 1974 — Korrespondenz an Soma Morgenstern (укр. Листування з Сома Морґенштерн)
- 1981 — Der junge David (укр. Молодий Давид) (п'єса Ріхарда Бер-Гофмана)
- 1983, 1987 — Gedichte (вірші Пауля Целана, поета, теж народженого на Буковині, з яким він познайомився під час візиту Целана до Ізраїлю за півроку до смерті, 1969 року)
- 1984 — «Розетка небуття» (Die Niemandsrose) Пауля Целана
- 1987 — Briefe (укр. листи) Франца Розенцвейґа
- 1998,2004 — Israelische Trilogie I (укр. Ізраїльська трилогія А) Ганса Берґеля
- вірші Райнера Марії Рільке

### З івриту на німецьку
- An den Granatapfel — Gedichte  — вірші Т. Кармі

### З румунської на іврит
- 1980 — вірші Марії Бануш (разом із К. А. Бертіні та Шімоном Гараном (івр. שמעון הרן)
- 1989, 1992  — вірші Соло Гар (рум. Solo Har)

### З української на іврит
- 1991 — дитячі вірші Мойсея Фішбейна «Дивний сад»

### З їдишу на іврит
- 2011 — вірші Сімали Шнайдер (івр. סימאלה שניידר) із книги «Сімала Шелі» (івр. סימאלה שלי) Ар'є Лейбіш-Лаїш (івр. אריה לייביש-ליש)

## Для подальшого читання
- אבינועם ביר, «'ולא נוכל לדבר על בדידות: שיחה עם המשורר מנפרד וינקלר'», משיב הרוח כו (תשס"ח), עמ' 48‑56.(івр.)

- Christel Wollmann-Fiedler: Manfred Winkler — Peste tot la el în cameră dai de Celan. EUPHORION, Anul XXVI 2015,, בתרגום לרומנית מאת נורה יוגהסיביו, בוקרשט, רומניה,
- Claus Stephani: Doch du musst bleiben. Gedanken zum Abschied von Manfred Winkler. In: David. Jüdische Kulturzeitschrift (Wien), 27/104, April 2015.
- Christel Wollmann-Fiedler: Die vergessene Stadt, die unvergessene — Manfred Winkler (1922—2014). In: Zwischenwelt. Literatur-Widerstand-Exil, Hrsg. Theodor Kramer Gesellschaft, Wien, August 2014.
- Christel Wollmann-Fiedler: Er übersetzte Paul Celan ins Hebräische — Manfred Winkler ist tot. In: Hermannstädter Zeitung, Hermannstadt/Rumänien, 1. August 2014.
- Claus Stephani: «Nimm hin mein Lied.» Zur Dokumentarschau deutsch-jüdischer Dichter aus der Bukowina. In: David. Jüdische Kulturzeitschrift (Wien), 23/88, April 2011, S. 28-31.
- Claus Stephani: Grüne Mutter Bukowina. Deutsch-jüdische Schriftsteller der Bukowina. Eine Dokumentation in Handschriften, Büchern und Bildern. München: 2010. ISBN 978-3-927977-27-3.

## Виноски
1. 1 2  Deutsche Nationalbibliothek Record #13007523X // Gemeinsame Normdatei — 2012—2016.
2. ↑  Bibliothèque nationale de France BNF: платформа відкритих даних — 2011.
3. ↑  News1 2014
4. ↑  לקסיקון הספרות העברית החדשה
5. ↑  News1
6. ↑  Christel Wollmann-Fiedler 2014
7. ↑  M.Winkler, H.Bergel Wir setzen das Gespräch fort ע' 95
8. ↑  Christel Wollmann-Fiedler 2014
9. ↑  Wir setzen das Gespräch מבוא מאת רנאטה וינדיש-מידנדורף,2011
10. ↑  News1
11. ↑  לקסיקון הספרות העברית החדשה
12. ↑  IKGS 2014
13. ↑  לקסיקון הספרות העברית החדשה
14. ↑  באתר "דרגושאנול" מבוקובינה, יולי 2015
15. ↑  МАНФРЕД ВІНКЛЕР у перекладах МОЙСЕЯ ФІШБЕЙНА. 15.12.2009.